# حوزه انتخابیه شهرضا و دهاقان
حوزهٔ انتخابیه شهرضا و دهاقان یکی از حوزه‌های استان اصفهان برای انتخابات مجلس شورای اسلامی است. این حوزه به مرکزیت شهرضا ۱ نماینده دارد.

## وضعیت فعلی
طبق تقسیمات کشوری کنونی وضعیت حوزه بدین شرح است:
| شهرستان | بخش‌ها                            | جمیعت (۱۳۹۰) |
| ------- | -------------------------------- | ------------ |
| شهرضا   | شهر شهرضا، مرکزی                 | -            |
| دهاقان  | شهر دهاقان، مرکزی                | -            |
| —       | دهستان دره‌شور از بخش وردشت سمیرم | -            |

## نمایندگان
این فهرستی از نمایندگان حوزهٔ انتخابیه شهرضا و دهاقان در مجلس شورای اسلامی است:
| دوره    | نام نماینده         | حزب       | محل تولد |
| ------- | ------------------- | --------- | -------- |
| اول     | قدرت‌الله نجفی       | -         | شهرضا    |
| دوم     | رحمت‌الله رحمتی      | -         | شهرضا    |
| سوم     | رحمت‌الله رحمتی      | -         | شهرضا    |
| چهارم   | سید مجتبی هاشمی     | -         | شهرضا    |
| پنجم    | قدرت‌الله نجفی       | -         | شهرضا    |
| ششم     | حسن رمضانیان‌پور     | اصلاح طلب | تهران    |
| هفتم    | عوض حیدرپور شهرضایی | اصولگرا   | شهرضا    |
| هشتم    | عوض حیدرپور شهرضایی | اصولگرا   | شهرضا    |
| نهم     | عوض حیدرپور شهرضایی | اصولگرا   | شهرضا    |
| دهم     | سمیه محمودی         | مستقل     | شهرضا    |
| یازدهم  | سمیه محمودی         | مستقل     | شهرضا    |
| دوازدهم | حبیب قاسمی          | اصولگرا   | کازرون   |

## پی‌نوشت و منبع
1. ↑  این دهستان پیشتر جزو دهاقان بوده‌است و به تصویب هیئت دولت در بهمن ۱۳۹۰ به شهرستان سمیرم پیوست
2. ↑  این دهستان در سال ۱۳۹۰ تشکیل نشده‌بود و مهرگرد مرکز آن جزو دهستان وردشت بخش مرکزی شهرستان سمیرم بوده‌است
3. ↑  «انتخاب و معرفی شهردار جدید شهرضا». خبرگزاری صدا و سیما. ۱۵ بهمن ۱۳۹۷.
4. ↑  اسامی نمایندگان هشت دوره مجلس http://www.hamedan-hm.ir/Upload/ShowFile.3pdf.pdf بایگانی‌شده  در ۲۱ دسامبر ۲۰۱۹ توسط Wayback Machine
5. ↑  نمایندگان مجلس در ادوار مختلف http://rc.majlis.ir/fa/parliament_member بایگانی‌شده  در ۲۷ ژوئیه ۲۰۱۰ توسط Wayback Machine

- «جدول حوزه‌های انتخابیه در انتخابات نهمین دورهٔ مجلس شورای اسلامی» (PDF). مرکز پژوهش و سنجش افکار صدا و سیما. بایگانی‌شده از اصلی (PDF) در ۵ اكتبر ۲۰۱۸. دریافت‌شده در ۱۸ مارس ۲۰۱۶. تاریخ وارد شده در |archive-date= را بررسی کنید (کمک)
- «جدول ۲۰۷ حوزهٔ انتخابیهٔ مجلس دهم». وزارت کشور. بایگانی‌شده از اصلی در ۲۳ مارس ۲۰۱۶. دریافت‌شده در ۲۷ مارس ۲۰۱۶.